# Aguessac

Aguessac este o comună în departamentul Aveyron din sudul Franței. În 1 ianuarie 2022 avea o populație de 924 de locuitori.